# Nina Flowers
Jorge Luis Flores Sanchez (nascido em 22 de fevereiro, 1974), mais conhecido como Nina Flowers, é um drag queen, DJ, ativista, maquiador profissional, e uma personalidade de reality show porto-riquenho que vem realizando espetáculos desde 1993.

## Biografia
Flowers nasceu e cresceu em Porto Rico. Começou sua carreira como DJ em 1989, onde se tornou DJ residente no Krash Klub Kafe, um dos clubes de maior prestígio no Caribe. Ela começou sua carreira de drag em março de 1993 enquanto estudava para se tornar uma maquiadora profissional. Em 1999, ganhou os concursos Miss Puerto Rico Continental e Miss City Lights Continental.

## Televisão
Flowers se tornou um membro do elenco da série de realidade de Logo, RuPaul's Drag Race, que estreou na rede em fevereiro de 2009. Flowers terminou em segundo lugar e ganhou o prêmio Miss Simpatia durante a reunião especial da primeira temporada, fazendo dela a primeira e única vice-campeã a conquistar o título e a Miss Simpatia mais popular de todos os tempos na história do show. Ela também é a primeira participante de todos os tempos a vencer um "maxi challenge" (desafio máximo) na história do show, bem como a primeira participante a nunca ficar entre as duas piores. A publicidade gerada por sua participação no programa trouxe muitas novas oportunidades para se apresentar em vários eventos LGBT nacionais e internacionais, incluindo Denver Pride, San Juan Pride, Chicago Pride e Vancouver Pride. Além de sua participação na RuPaul's Drag Race, Flowers (juntamente com a concorrente da segunda temporada, Jessica Wild ) se apresentou no popular programa de televisão porto-riquenho Objetivo Fama, que é exibido nos Estados Unidos e na América Latina.
No início de 2010, Flowers se juntou ao elenco da nova série de realidade de Logo RuPaul's Drag U. Esta série de substituição de verão estreou em 19 de julho de 2010. Flowers foi um dos 12 concorrentes anteriores de Drag Race no elenco da primeira temporada de RuPaul's Drag Race: All Stars, que estreou na rede Logo o 22 de outubro de 2012. Formando Team Brown Flowers, juntamente com a participante Tammie Brown, as duas participantes foram eliminadas no segundo episódio da série, que foi ao ar em 28 de outubro de 2012.

## Música
Em dezembro de 2009, Flowers (em colaboração com DJ Ranny) lançou seu primeiro single de dança "Loca", que está disponível para compra via iTunes e outros sites de música comercial. O single foi remixado por remixers notáveis como William Umana, Joe Gauthreaux e Manny Lehman. O single alcançou seu ponto mais alto (# 15) na Billboard Hot Dance Club Play na semana de 30 de janeiro de 2010. Continuando seu primeiro empreendimento de sucesso na indústria da dance music, Flowers lançou seu primeiro EP de músicas originais o 15 de julho de 2010. Intitulado Start Your Engines, o álbum é uma compilação de seis faixas que ela e o produtor / remixer William Umana produziram. O primeiro single, "Locas in da House", utiliza o slogan da marca registrada de Flowers em um hino tribal da casa. Em janeiro de 2011, Flowers lançou seu single de dança "I'm Feelin Flowers", que ela produziu em colaboração com o DJ / produtor DJ MDW, de Miami. Seu single "Rock the Beat" foi lançado o 31 de julho de 2012. Hoje, Nina Flowers possui residências de DJ em várias cidades dos EUA e continua a cativar fãs ao redor do mundo com sua poderosa conexão com o público, e seu som progressivo repleto de batidas tribais. Nina Flowers descreve seu som como nervoso, picante, colorido, enérgico, groovy e original.

## Vida pessoal
Flowers e seu marido, Antonio Purcell, residem em Denver, Colorado, a partir de 2009.
O 29 de maio de 2009, o prefeito de Denver, John Hickenlooper, proclamou o dia 29 de maio "Dia da Nina Flowers" em reconhecimento às contribuições de Flowers para a comunidade LGBT da cidade.

## Filmografia

### Televisão
| Ano  | Título                                 | Função    | Notas                         |
| ---- | -------------------------------------- | --------- | ----------------------------- |
| 2009 | Drag Race de RuPaul                    | Ela mesma | Participante (2º colocado)    |
| 2010 | RuPaul's Drag U                        | Ela mesma |                               |
| 2012 | RuPaul's Drag Race All Stars           | Ela mesma | Participante (9º / 10º lugar) |
| 2012 | RuPaul's Drag Race All Stars: Untucked | Ela mesma |                               |

### Vídeos de música
| Ano  | Título               | Artista                                | Ref.   |
| ---- | -------------------- | -------------------------------------- | ------ |
| 2009 | "Cove Girl"          | RuPaul                                 |        |
| 2012 | "Responsitrannity"   | RuPaul                                 | [ 15 ] |
| 2014 | "I Look Fuckin Cool" | Adore Delano ft. Thunderfuck do Alasca |        |
| 2016 | "Backstabber"        | Fior                                   |        |

### Série da Web
| Ano  | Título            | Função    | Notas     | Ref.   |
| ---- | ----------------- | --------- | --------- | ------ |
| 2013 | T-Dance de RuPaul | Ela mesma | Convidado | [ 16 ] |

## Discografia
EPs
| Ano  | Título                        | Notas             |
| ---- | ----------------------------- | ----------------- |
| 2010 | Inicie seus motores           | Com William Umana |
| 2010 | Inicie seus motores (remixes) | Com William Umana |

Músicas
| Ano  | Título                        | Notas                                                   |
| ---- | ----------------------------- | ------------------------------------------------------- |
| 2011 | Estou sentindo flores         |                                                         |
| 2011 | Dica                          | Artista em destaque para William Umana                  |
| 2011 | Bailar                        | With DJ MDW                                             |
| 2012 | Rock The Beat                 | Com William Umana                                       |
| 2013 | The Queens                    | Com DJ MDW e VButterfly La Mariposa                     |
| 2013 | Cafre                         | Artista em destaque para Cindel                         |
| 2013 | Tekila                        | Artista em destaque para Armenta Violinist              |
| 2015 | Drums (For The Diva)          | Artista em destaque para Peter Presta                   |
| 2015 | My House                      | Artista em destaque para Alan Capetillo                 |
| 2016 | Beat It, Bitch                |                                                         |
| 2016 | Subelo                        | Artista em destaque para Erich Ensastigue e DJ CARLOS G |
| 2016 | Damelo                        | Com Erick Ibiza                                         |
| 2016 | Fluxo                         | Artista em destaque para Obra Primitiva                 |
| 2016 | Interseção                    | Com Jossep Garcia                                       |
| 2016 | Intensidade                   | Artista em destaque para Jersy Beeats e Erick Martell   |
| 2016 | Eterno                        | Com DJ Goozo e Jr Loppez                                |
| 2016 | De Tin Marin de Pingue        | Artista em destaque para Armenta Violinist              |
| 2016 | Enlouquecido                  | Artista em destaque para Jesus Montañez                 |
| 2016 | Estrela mundial internacional | Artista em destaque para Paulo Pacheco                  |
| 2017 | La Bomba                      | Artista em destaque para Daniel Castillo                |
| 2017 | Sonhos                        | Artista em destaque para Ralph Oliver                   |
| 2017 | Tambores                      | Artista em destaque para Bio Zounds                     |